# Cantonul Orgelet
Cantonul Orgelet este un canton din arondismentul Lons-le-Saunier, departamentul Jura, regiunea Franche-Comté, Franța.

## Comune
- Alièze
- Arthenas
- Beffia
- Chambéria
- Chavéria
- Cressia
- Dompierre-sur-Mont
- Écrille
- Essia
- Marnézia
- Mérona
- Moutonne
- Nancuise
- Onoz
- Orgelet (reședință)
- Pimorin
- Plaisia
- Présilly
- Reithouse
- Rothonay
- Sarrogna
- La Tour-du-Meix
- Varessia